# Kampioenschap van Vlaanderen 2016
Il Kampioenschap van Vlaanderen 2016, centounesima edizione della corsa, valevole come evento dell'UCI Europe Tour 2016 categoria 1.1, si svolse il 16 settembre 2016 su un percorso di 192,4 km, con partenza ed arrivo a Koolskamp, in Belgio. La vittoria fu appannaggio del belga Timothy Dupont, che completò il percorso in 4h14'03" alla media di 45,44 km/h, precedendo il colombiano Fernando Gaviria e l'olandese Raymond Kreder.
Al traguardo di Koolskamp furono 78 i ciclisti, dei 158 alla partenza, che portarono a termine la competizione.

## Squadre e corridori partecipanti
| N.      | Cod. | Squadra                     |
| ------- | ---- | --------------------------- |
| 1-8     | EQS  | Etixx-Quick Step            |
| 11-18   | LTS  | Lotto Soudal                |
| 21-25   | ALM  | AG2R La Mondiale            |
| 31-38   | TLJ  | Team Lotto NL-Jumbo         |
| 41-48   | ONE  | ONE Pro Cycling             |
| 51-58   | ROP  | Roompot-Oranje Peloton      |
| 61-68   | SSG  | Stölting Service Group      |
| 71-78   | TSV  | Topsport Vlaanderen-Baloise |
| 81-88   | WGG  | Wanty-Groupe Gobert         |
| 91-98   | WIL  | Wilier Triestina-Southeast  |
| 101-108 | SKT  | An Post-Chain Reaction      |

| N.      | Cod. | Squadra                           |
| ------- | ---- | --------------------------------- |
| 111-118 | CIB  | Cibel-Cebon                       |
| 121-128 | CRV  | Crelan-Vastgoedservice            |
| 131-138 | RML  | Roubaix Métr. Européenne de Lille |
| 141-148 | SHI  | Superano Ham-Isorex               |
| 151-158 | TJB  | Team Joker Byggtorget             |
| 161-168 | MMM  | Team 3M                           |
| 171-178 | VER  | Veranclassic-Ago                  |
| 181-188 | VWT  | Veranda's Willems Cycling Team    |
| 191-198 | WBC  | Wallonie Bruxelles-Group Protect  |
| 201-208 | FVC  | Fortuneo-Vital Concept            |

## Ordine d'arrivo (Top 10)
| Pos. | Corridore          | Squadra      | Tempo    |
| ---- | ------------------ | ------------ | -------- |
| 1    | Timothy Dupont     | Veranda's    | 4h14'03" |
| 2    | Fernando Gaviria   | Etixx        | s.t.     |
| 3    | Raymond Kreder     | Roompot      | s.t.     |
| 4    | Kenny Dehaes       | Wanty        | s.t.     |
| 5    | Kris Boeckmans     | Lotto        | s.t.     |
| 6    | Bert Van Lerberghe | Topsport Vl. | s.t.     |
| 7    | Amaury Capiot      | Topsport Vl. | s.t.     |
| 8    | Roy Jans           | Wanty        | s.t.     |
| 9    | Joeri Stallaert    | Cibel        | s.t.     |
| 10   | Emiel Vermeulen    | 3M           | s.t.     |